# بدران بن عبد الرحمن العمر
بدران العمر رئيس جامعة الملك سعود بالرياض من يوليو 2012م إلى 20 فبراير 2024م.

## مولده
ولد د. بدران عام 1382 هـ في محافظة الخرج جنوب العاصمة الرياض، ووالده هو الشيخ عبد الرحمن بن عثمان العمر.

## المؤهلات العلمية
- دبلوم عالي في جودة الرعاية الصحية، جامعة أوكلاهوما، 1420هـ (1999م).
- دكـتوراه في العلوم الإدارية (الإدارة الصحية)، جامعة ويلـز 1415 هـ (1995م).
- ماجستير في العلوم الإدارية (إدارة الصحة والمستشفيات)، جامعة الملك سعود، 1410 هـ (1990م).
- دبلومة دراسات عليا في بحوث العمليات، جامعة لانكستر، إنجلترا، 1406 هـ (1986م).
- بكالوريوس في العلوم الإدارية (الأساليب الكمية)، جامعة الملك سعود، 1404هـ (1984م).[3]

## الخـبرة العملية الأكاديمية
- رئيس جامعة الملك سعود، (يوليو 2012 - 20 فبراير 2024).
- رئيس قسم الإدارة العامة بكلية إدارة الأعمال، جامعة الملك سعود (ديسمبر 2006م - يوليو 2012م).
- أستاذ دكتور بقسم الإدارة العامة، جامعة الملك سعود (منذ 2004م حتى الآن).
- أستاذ مشارك بقسم الإدارة العامة، جامعة الملك سعود (1999-2004).
- أستاذ زائر بالمعهد الأمريكي لجودة الرعاية الصحية، (2000م- ديسمبر 2006م).
- أستاذ زائر بجامعة أوكلاهوما، أوكلاهوما سيتي (2001م وحتى الآن).
- وكيل جامعة الأميرة نورة.
- عضو هيئة التدريس ببرنامج «دبلومة إدارة الجودة في المنشآت الصحية» التابع لوزارة الصحة (1998-2000م).
- أستاذ مساعد بقسم الإدارة العامة، جامعة الملك سعود (1995-1999).
- محاضر بقسم الإدارة العامة، جامعة الملك سعود (1990-1995).
- معيد بقسم الإدارة العامة، جامعة الملك سعود (1987-1990).
- معيد بقسم الأساليب الكمية بجامعة الملك سعود (1984-1987).[3]

## خـبرات عملية أخرى
- مستشار غير متفرغ لدى وزارة التعليم منذ 1/4/1428هـ وحتى تاريخه.
- أستاذ متعاون مع جامعة الملك سعود بن عبد العزيز للعلوم الصحية «برنامج الماجستير في المعلوماتية الصحية» من بداية الفصل الدراسي الثاني للعام الدراسي 2006/2007م وحتى الآن.
- مستشار لدى الشركة الوطنية للتأمين التعاوني «تاج» منذ 1/12/1421هـ وحتى 1427هـ.
- مستشار الجودة في مستشفى قوى الأمن منذ سبتمبر 2003 وحتى مارس 2006م.
- متعاون مع مدينة الملك عبد العزيز للعلوم والتقنية منذ 2/2/1417هـ حتى 2/1/1427هـ
- مدير مركز البحوث بكلية العلو جامعة الملك سعودلملك سعود]] للعام الدراسي 1421/1422هـ.
- مستشار غير متفرغ لدى وزارة الصحة منذ 1418 هـ حتى 1421هـ.
- المنسـق الأكاديمي لبرنامج الماجسـتير في إدارة الصـحة والمسـتشـفيات بقسم الإدارة العامة بكلـية العلـوم الإدارية منذ 13/5/1418هـ و 1/3/1421هـ.
- المدير الإداري والمالي المكلف بمركز الملك سلمان لأبحاث الإعاقة منذ 1/6/1417هجرية وحتى 1/9/1418هـ.[3]

## [4]المنجزات كرئيس لجامعة الملك سعود
1. «الدكتوراه الفخرية في القانون (LLD)»، من جامعة سوانسي، سوانسي بالمملكة المتحدة في 20 يوليو 2015م.
2. «الدكتوراه الفخرية في الإدارة العامة»، من جامعة جاشون، كوريا الجنوبية لخدماته وإنجازاته في مجال الإدارة العامة أبريل2014 م.
3. خلال رئاسته لجامعة الملك سعود، حافظت الجامعة على مكانتها المتقدمة في التصنيفات العالمية، فجاءت في تصنيف QS لعام 2019 مفي المرتبة الثالثة محليًا، والسادسة عربيًا، و 281 عالمياً من بين 1000 جامعة.
4. خلال رئاسته لجامعة الملك سعود، حافظت الجامعة على مكانتها المتقدمة في التصنيفات العالمية، فجاءت في تقرير مؤسسة «تايمز للتعليم العالي» لعام 2019 م في المرتبة الثالثة محلياً، والثامنة عربياً.
5. خلال رئاسته لجامعة الملك سعود، تم تحويل مستشفى الملك خالد الجامعي ومستشفى الملك عبد العزيز الجامعي ومستشفى طب الأسنان إلى المدينة الطبية الجامعية وافتتاحها.
6. خلال رئاسته لجامعة الملك سعود، تم استكمال وافتتاح واستثمار استاد جامعة الملك سعود.
7. خلال رئاسته لجامعة الملك سعود، تم استكمال وافتتاح المدينة الجامعية للطالبات.
8. خلال رئاسته لجامعة الملك سعود، تم استكمال وافتتاح مستشفى طب الأسنان.
9. خلال رئاسته لجامعة الملك سعود، تمت توسعة كلية الطب.
10. خلال رئاسته لجامعة الملك سعود، تم استكمال مشاريع كبرى مثل مشروع مبنى المجمع الرياضي «الأرينا».
11. خلال رئاسته لجامعة الملك سعود، بدأت أوقاف الجامعة تضخ عائداتها لدعم البحث العلمي في الجامعة.
12. خلال رئاسته لجامعة الملك سعود، بدأت شركة وادي الرياض تحقق أرباحاً.

## عضوية اللجان والجمعيات
1. رئيس مجلس إدارة جائزة الأمير سلطان بن عبد العزيز للمياه، يناير 2019م.
2. عضو مجلس شؤون الجامعات 2020- حتى الآن.
3. رئيس مجلس أمناء كليات الفارابي (الرؤية) - الرياض 2017م - حتى الآن.
4. رئيس مجلس إدارة شركة وادي الرياض، من يوليو 2012م - حتى الآن.
5. رئيس مجلس إدارة المدينة الطبية، جامعة الملك سعود، من يوليو 2021م - حتى الآن.
6. رئيس أمانة أوقاف جامعة الملك سعود، من يوليو 2021م ـ حتى الآن.
7. رئيس اللجنة التعليمية بمنطقة الرياض، إمارة الرياض 2014م.
8. عضو مجلس منطقة الرياض ممثلاً جامعة الملك سعود من 2014م - 2019م.
9. اللجنة الإشرافية العليا للمؤتمر العلمي الخامس لطلاب وطالبات التعليم العالي 2014م.
10. عضو هيئة جائزة الملك سلمان العالمية لأبحاث الإعاقة 2021م - حتى الآن.
11. اللجنة الإشرافية العليا للمؤتمر الدولي الرابع للإعاقة والتأهيل 2014م - 2018م.
12. عضو مجلس إدارة مكتبة الملك عبد العزيز العامة، منذ2013م وحتى الآن.
13. عضو مجلس إدارة صندوق التعليم العالي من 2021م - حتى الآن.
14. رئيس مجلس إدارة صندوق الطلاب بجامعة الملك سعود من 2021 حتى الآن.
15. عضو مجلس إدارة جائزة الأمير سلطان بن عبد العزيز للمياه، من يوليو 2021-2018م.
16. عضو مجلس أمناء جائزة الملك عبد الله بن عبدالعزيزالدولية للترجمة.
17. عضو لجنة مناهج البكالوريوس بقسم إدارة الأعمال، يناير 2007- حتى الآن.
18. عضواللجنة التوجيهية لمناهج الكلية، يناير 2007- حتى الآن.
19. عضو لجنة الجودة والتخطيط الإستراتيجي على مستوى الجامعة. أكتوبر 2007- حتى الآن.
20. عضو لجنة الاعتماد للشركة التعاونية للتأمين، فبراير 2001-2007.
21. عضو اللجنة التوجيهية للتخطيط الاستراتيجي بوزارة الصحة، 2005-2006.
22. عضو لجنة مناهج الماجستير بجامعة الملك سعود 1996-1997 ثم 2003-2004.
23. عضو لجنة برنامج المستشفيات والإدارة الصحية، 1995-2011.
24. عضو لجنة شؤون الطلاب بجامعة الملك سعود، 1995-2000.
25. عضو لجنة تطوير الموارد المالية بمركز الأمير سلمان لأبحاث الإعاقة 1997-1998.
26. عضو اللجنة التربوية بمركز الأمير سلمان لأبحاث الإعاقة سبتمبر 1997-1998.
27. عضو لجنة الموارد المالية للمستشفى الجامعي نوفمير 1997-1998.
28. عضو لجنة إدارة الجودة بوزارة الصحة ديسمبر 1996-1997.
29. عضو لجنة الإدارة بمستشفى الملك خالد الجامعي، 1996-1997.
30. عضومجلس إدارة الاتحاد الرياضي للجامعات منذ 2011- حتى الآن.
31. عضو مجلس أمناء جامعة الأمير محمد بن فهد - المنطقة الشرقية.